# Turme
Une turme ou tourme (du mot  latin turma qui signifie « escadron ») est un escadron de cavalerie dans l'armée romaine durant la période de la République et de l'Empire. Durant la période byzantine, le terme désigne la plus large division administrative et militaire d'un thème.

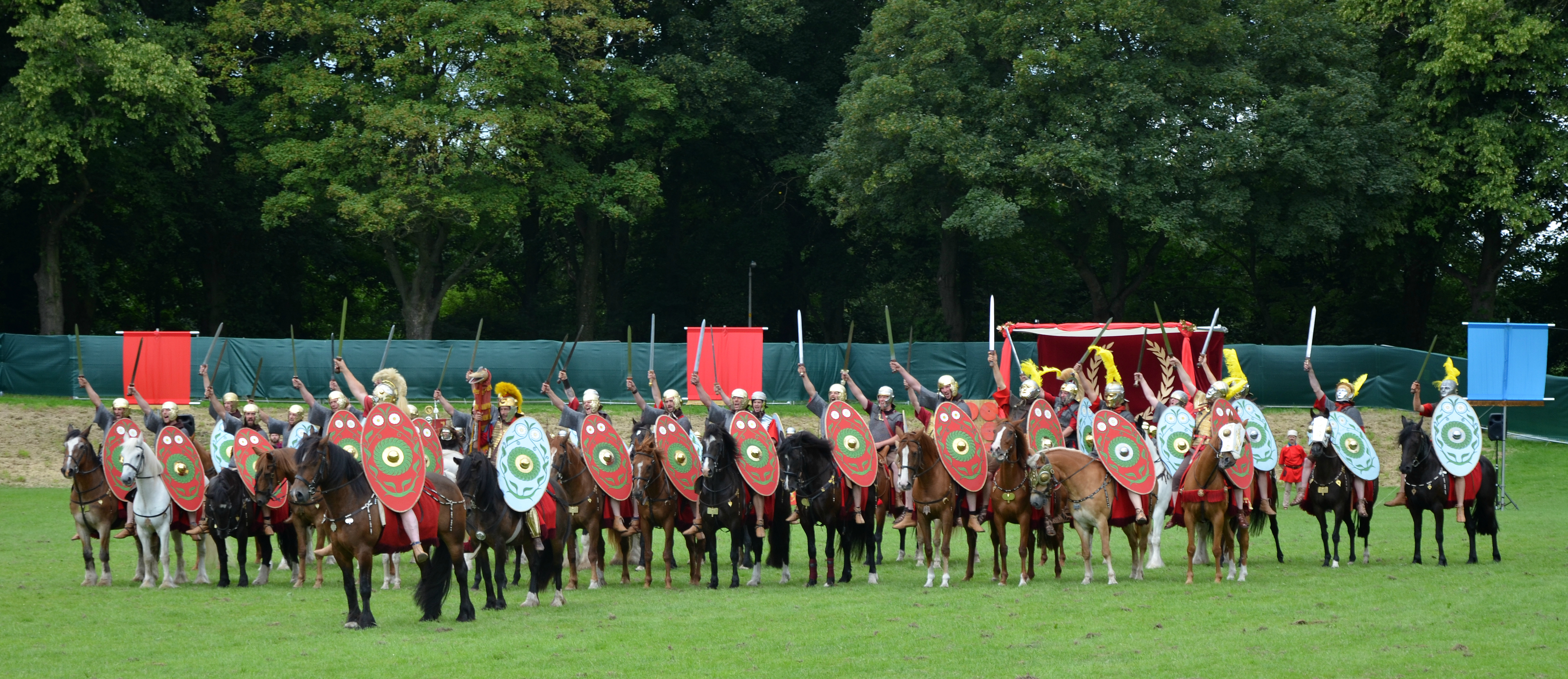
Lors d'une reconstitution.

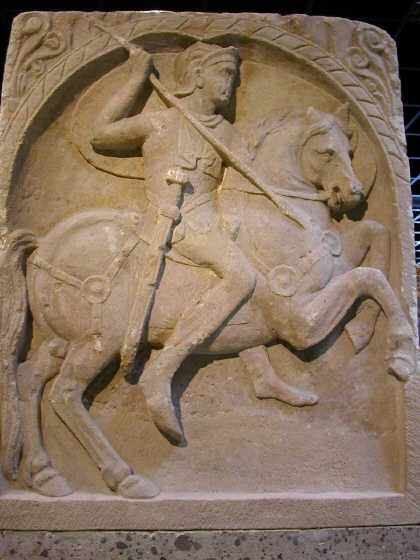
Sur la tombe d'un cavalier.

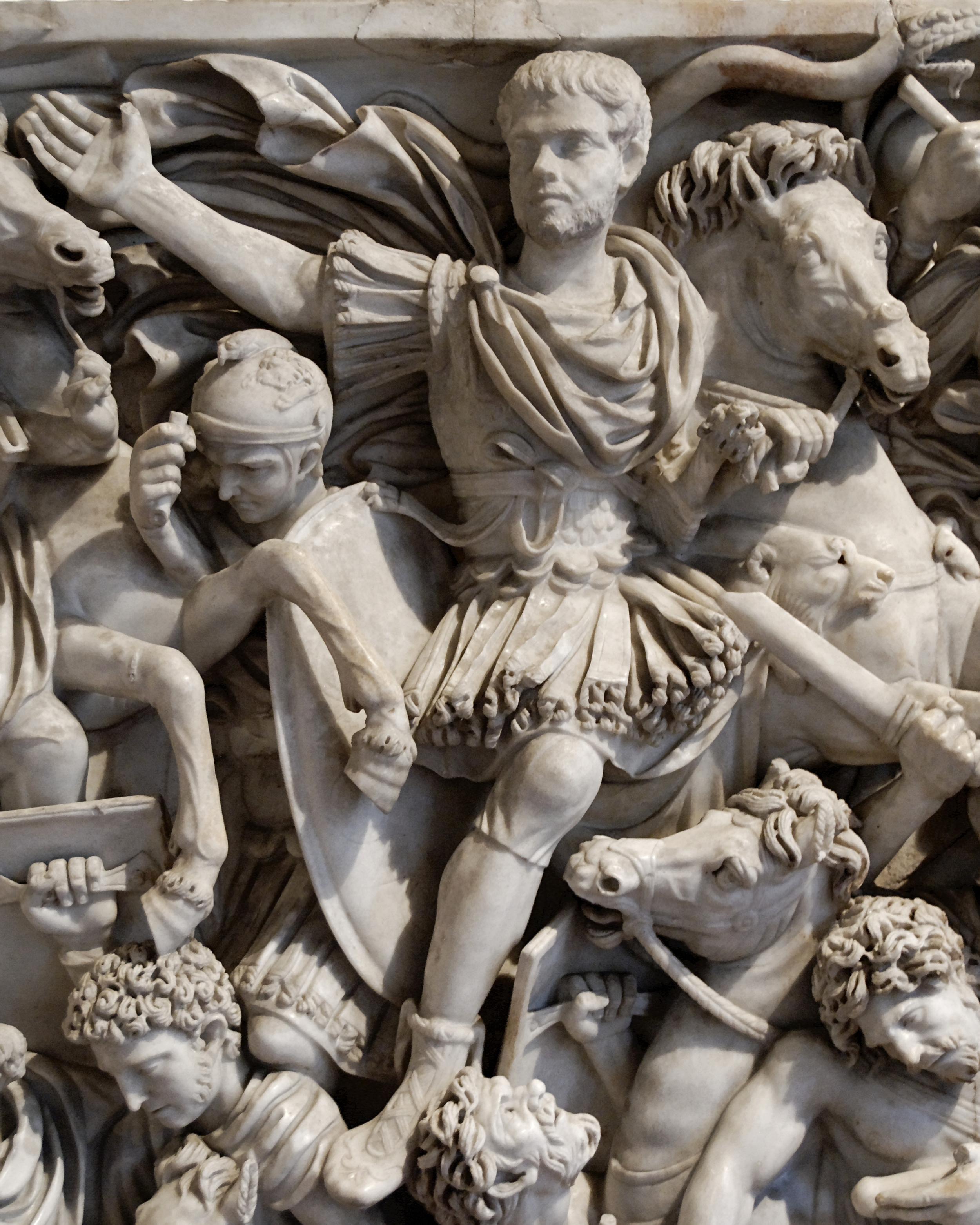
Et un draconaire.

## Armée romaine

### République romaine
Lors des IIIe et IIe siècles av. J.-C., à l'époque des guerres puniques et de l'expansion romaine en Espagne et en Grèce, le cœur de l'armée romaine est composé de citoyens assistés par des contingents venus des alliés de Rome (socii). L'organisation de la légion romaine à cette époque est décrite par l'historien grec Polybe. Selon ce qu'il indique, chaque légion d'infanterie forte de 4 200 hommes est accompagnée de 300 cavaliers (equites). Ce contingent est divisé en dix turmes. Selon Polybe, les membres de celle-ci élisent trois décurions comme officiers. Le premier d'entre eux à être choisi est le commandant de la turme tandis que les deux autres sont ses adjoints. Comme pour les périodes les plus anciennes, ces hommes sont issus des 18 centuries de l'ordre équestre qui comprend les soldats issus des classes les plus riches de la république.

## Empire byzantin
Au VIIe siècle, à la suite de la crise causée par les conquêtes musulmanes, le système militaire et administratif byzantin est réformé. La tradition romaine de division entre administration civile et militaire est abandonnée et les vestiges de l'armée de l'Empire romain d'Orient sont installés dans de grandes provinces qui prennent le nom de thèmes. Le terme « turme » (ou tourma dans sa transcription grecque) réapparaît à cette époque comme une subdivision majeure du thème. L'armée de chaque thème (à l'exception de celui des Optimates) est divisée en deux à quatre turmes. Chaque turme est elle-même divisée en moirai (en grec : μοίραι) ou en drongoi (δροῦγγοι) qui sont divisés en plusieurs banda (au singulier : bandon, en grec : βάνδον, du latin bandum ou « bannière »).
Cette division est aussi utilisée pour l'administration territoriale de chaque thème avec des turmes et des banda mais pas de moirai. Chaque district est clairement défini et sert de zone de garnison et de recrutement. Dans son Taktika, l'empereur Léon VI le Sage présente l'idéal-type d'un thème divisé en trois turmes, chacune divisée en trois drongoi. Toutefois, cette description est trompeuse car aucune source ne confirme une telle uniformité dans la taille et le nombre des subdivisions dans les différents thèmes. De même, il n'existe pas de correspondance exacte entre les divisions territoriales (ou administratives) et tactiques (ou militaires). Elles dépendent des exigences tactiques : des turmes administratives plus petites peuvent fusionner lors de campagnes militaires tandis que des turmes plus grandes peuvent être divisées. La plus petite unité, le bandon est composée de 200 à 400 hommes tandis qu'une turme peut compter jusqu'à 6 000, hommes bien que la norme semble être plus basse (de 2 000 à 5 000 hommes).
Chaque turme est dirigée par un tourmarque (en grec : τουρμάρχης). Dans certains cas, un ek prosōpou, le représentant temporaire du stratège (dirigeant d'un thème) de chaque thème peut être nommé à la tête d'une turme. Le titre de tourmarque apparaît vers 626 quand un dénommé Georges est nommé tourmarque des Arméniaques. Le tourmarque est généralement basé dans une ville-forteresse. En plus de ses responsabilités militaires, il exerce des fonctions fiscales et judiciaires dans sa turme. Dans la liste des sceaux et des offices, le tourmarque détient habituellement les rangs de spatharokandidatos, de spatharios et de kandidatos. En termes de fonction et de rang, le tourmarque équivaut au topotērētē dans les tagma de l'armée impériale. Le tourmarque est payé en fonction de l'importance du thème dans lequel il sert. Ceux servant les plus prestigieux des thèmes d'Anatolie reçoivent 216 nomismata en or par an tandis que ceux servant dans les thèmes européens ne reçoivent que 144 nomismata. Certaines sources utilisent le terme plus ancien de mérarque (en grec : μεράρχης soit commandant d'un meros ou d'une division), qui occupait une position similaire dans la hiérarchie impériale des VIe et VIIe siècles, avec le terme « tourmarque » de façon interchangeable. Toutefois, certains historiens comme John B. Bury ou John Haldon ont suggéré que le poste de mérarque est différent dans les VIIIe – Xe siècles, et qu'il désignerait les tourmarques attachés au stratège de chaque thème et résidant dans la capitale de celui-ci,.
Au milieu du Xe siècle, la taille moyenne de la plupart des unités et divisions byzantines diminue. Dans le cas des turmes, elle chute de 2 000 à 3 000 à seulement 1 000 hommes voire moins, soit le niveau des premiers drongoi. Toutefois, certaines turmes plus importantes continuent d'être mentionnées. À la même époque, le terme drongoi disparaît. De fait, une turme est directement divisée en cinq à sept banda comprenant de 50 à 100 cavaliers et 200 à 400 soldats d'infanterie. Au cours du XIe siècle, le terme « turme » tombe progressivement en désuétude. Il survit néanmoins jusqu'à la fin du XIIe siècle en tant que terme administratif. Le terme « tourmarque » est encore attesté dans la première moitié du XIe siècle avant de disparaître de l'usage.